# Gentianella arenaria
Gentianella arenaria là một loài thực vật có hoa trong họ Long đởm. Loài này được (Maxim.) T.N.Ho mô tả khoa học đầu tiên năm 1982.